# Темніють
«Темніють» (англ. Black-ish, досл. «чорнуватий», стилізовано як black•ish) — американський комедійний телесеріал, створений Кенія Барріс. Прем'єра першої серії відбулася 24 вересня 2014 року на телеканалі ABC. Головні ролі виконують Ентоні Андерсон, Трейсі Елліс Росс (премія «Золотий глобус-2017» за роль у серіалі), Яра Шахіді, Маркус Скрибнер, Майлз Браун, Марсай Мартін, Лоренс Фішберн, Джефф Меач, Дженіфер Льюїс, Пітер Макензі та Деон Коул.  21 травня 2020 року серіал подовжений на сьомий сезон, який розпочався 4 жовтня 2020.

## Сюжет
Андре Джонсон — одружений афроамериканець і батько чотирьох дітей, успішний працівник рекламного агентства в Лос-Анджелесі, який живе в «білому» районі передмістя. Життя посміхається йому, але він хвилюється щодо відсутності в дітей цікавості до афроамериканської культури.

## У ролях
- Ентоні Андерсон — Андре «Дрер» Джонсон-старший
- Трейсі Елліс Росс — доктор Раінбол «Болр» Джонсон
- Яра Шахіді — Зої Джонсон
- Маркус Скрібнер — Андре «Юніорр» Джонсон-молодший
- Майлз Браун — Джек Джонсон
- Марсай Мартін — Діана Джонсон
- Дженіфер Льюїс — Рубі Джонсон
- Джефф Меач — Джош Оппенхол
- Пітер Макензі — Леслі Стівенс
- Деон Коул — Чарлі Телфі

## Список епізодів
| Сезони | Епізоди | Прем'єрний показ | Прем'єрний показ | Примітки                                                    |
| Сезони | Епізоди | початок          | закінчення       | Примітки                                                    |
| ------ | ------- | ---------------- | ---------------- | ----------------------------------------------------------- |
| 1      | 24      | 24 вересня 2014  | 20 травня 2015   |                                                             |
| 2      | 24      | 23 вересня 2015  | 18 травня 2016   |                                                             |
| 3      | 24      | 21 вересня 2016  | 10 травня 2017   |                                                             |
| 4      | 24      | 3 жовтня 2017    | 15 травня 2018   | Основний сезон                                              |
| 4      | 24      | 3 жовтня 2017    | 10 серпня 2020   | Показ 14-го епізоду був перенесений на 10 серпня 2020 року. |
| 5      | 23      | 16 жовтня 2018   | 21 травня 2019   |                                                             |
| 6      | 23      | 24 вересня 2019  | 5 травня 2020    |                                                             |
| 7      |         | 4 жовтня 2020    |                  |                                                             |